# Rockin' Rebel
Chuck Williams (né le 13 janvier 1966 à West Chester et mort le 1er juin 2018 dans la même ville), mieux connu sous le nom de ring de Rockin' Rebel, est un catcheur (lutteur professionnel) américain.
Il est surtout connu pour ses apparitions à l'Extreme Championship Wrestling et plus récemment à la Combat Zone Wrestling. Il a lutté sur le circuit indépendant américain, plus particulièrement dans la région de Philadelphie.

## Biographie

### Carrière de catcheur

#### Débuts
Chuck Williams a été formé au catch par les Rock 'n' Roll Express, (Ricky Morton et Robert Gibson) et a débuté en décembre 1988 sur le circuit indépendant nord américain sous la gimmick du Rockin' Rebel.

#### Tri-State Wrestling Alliance
C'est au début de l'année 1990, que le Rockin Rebel signe avec la Tri-State Wrestling Alliance de Philadelphie. Il devient le premier Tri-State Champion le 21 juillet 1990 après avoir remporté une bataille royale. Entre 1990 et octobre 1991, il entame des rivalités mémorables contre The Sandman puis avec D.C. Drake, et C.N. Redd. Il perdra son titre le 15 septembre 1990 face à DC Drake. Il forme plus tard une équipe avec Jimmy Jannetty qui sera nommée The Confederacy. Ils finissent par devenir les challengers numero un aux titres par équipes et feuderont avec des équipes telles que The Super Destroyers and The Blackhearts. Malgré son succès, il sera licencié fin 1991. Il reviendra à la TSWA en 1993.

#### ECW et dark matchs
En 1994, il commencera à lutter pour la Extreme Championship Wrestling. La même année il participera à plusieurs dark matchs pour la World Championship Wrestling (où il fera quelques apparitions télévisées) puis pour la World Wrestling Federation.

#### CZW et circuit indépendant (1997-2018)
Après son départ de la ECW, Chuck Williams luttera pour diverses fédérations indépendantes, américaines mais aussi japonaises et porto-ricaines. Le 25 juillet 2000 il débute à la Combat Zone Wrestling.

### Mort
Le 1er juin 2018, la police du comté de West Goshen Township est appelée par des voisins qui ont entendu des coups de feu. Les policiers découvrent les corps de Chuck Williams et de sa femme; l'enquête préliminaire conclut qu'il a abattu sa femme puis s'est suicidé.

### Vie privée
Chuck Williams a épousé Stephanie Burtnet avec qui il a deux jumelles.

## Récompenses
- Atomic Championship Wrestling
  - ACW Heavyweight Championship (1 fois)
  - ACW Tag Team Championship (deux fois - avec Kitt en 2009 et avec Heavy D en 2010)
- Blackball'd Wrestling Organization
  - BWO Tag Team Championship (1 fois) — avec Greg Matthews[3]
- Combat Zone Wrestling
  - CZW World Tag Team Championship (1 fois) — avec Greg Matthews
- Defiant Championship Wrestling
  - DCW Heavyweight Championship (1 fois)
- Elite Generation Wrestling
  - EGW Heavyweight Championship (1 fois)
- Empire Wrestling Alliance
  - EWA Heavyweight Championship (1 fois)
- Independent Pro Wrestling Alliance
  - IPWA Tag Team Championship (1 fois) - avec Glen Osbourne[4]
- Liberty All-Star Wrestling
  - LAW Heavyweight Championship (1 fois)
  - LAW Tag Team Championship (1 fois) - avec Jimmy Jannetty
- Lethal Wrestling Federation
  - LWF Heavyweight Championship (1 fois)
- Mid-Eastern Wrestling Federation
  - MEWF Tag Team Championship (3 fois) - avec Glen Osbourne
- NWA New Jersey
  - NWA North Jersey Heavyweight Championship (1 fois)
- Northeast Wrestling
  - NEW Heavyweight Championship (1 time)[4]
- Northern States Wrestling Alliance
  - NSWA Heavyweight Championship (1 fois)[4]
- Nittany Valley Wrestling
  - NVW Heavyweight Championship (1 fois)
- Premier Wrestling Federation
  - PWF Universal Heavyweight Championship (1 fois)[5]
- Pro-Pain Pro Wrestling (en)
  - 3PW Tag Team Championship (1 fois) - avec Greg Matthews[6]
  - 3PW Tag Team Royal Rumble (2005)[6]
- Tri-State Wrestling Alliance
  - TWA Heavyweight Championship (1 fois)
- World Wide Wrestling Alliance
  - WWWA Television Championship (1 fois)[4]
- World Xtreme Wrestling
  - WXW Heavyweight Championship (1 fois)

- Autres titres
  - GCW Heavyweight Championship (1 fois)
  - ICWF Universal Heavyweight Championship (1 fois)
  - IWA Heavyweight Championship (1 fois)
  - OSSW Tag Team Championship (1 fois)
  - RAW Heavyweight Championship (1 fois)
  - WWW Heavyweight Championship (1 fois)
  - PCWS World Tag Team Championship (avec The Big Gun) (1 fois)
  - CPW Heavyweight & United States Champion  (1 fois)
  - NEWF Heavyweight Champion  (1 fois)
  - ACW Tri State Champion (1 fois)
  - PCWS Tag Team Champion (1 fois)
  - CCW Heavyweight Champion (1 fois)
  - CCW Tag team champion  (2 fois)